# Aranjamentul Wassenaar

Statele participante la Aranjamentul de la Wassenaar

Aranjamentul de la Wassenaar privind controlul exporturilor de arme convenționale și bunuri și tehnologii cu dublă utilizare (WA) este un regim multilateral pentru controlul exporturilor (abr. en. MECR) având 42 de state participante, inclusiv multe țări din fostul CAER (Pactul de la Varșovia).
Aranjamentul de la Wassenaar a fost stabilit pentru a contribui la securitatea și stabilitatea regională și internațională prin promovarea transparenței și a unei mai mari responsabilități în transferurile de armament convențional și de bunuri și tehnologii cu dublă utilizare, prevenind astfel acumulările destabilizatoare. Statele participante caută, prin politicile lor naționale, să asigure că transferurile acestor articole nu contribuie la dezvoltarea sau creșterea capacităților militare care subminează aceste scopuri și nu sunt redirecționate pentru a sprijini asemenea capacități.
Este succesorul Comitetului de Coordonare a Controlului Exporturilor Multilaterale (COCOM) din timpul erei Războiului Rece, și a fost stabilit la 12 iulie 1996, în localitatea Wassenaar din Țările de Jos, care este în apropiere de Haga. Aranjamentul de la Wassenaar este mult mai puțin strict decât COCOM, canalizat în primul rând pe transparența regimurilor naționale ale controlului exporturilor și fără a acorda drept de veto membrilor individuali asupra deciziilor organizaționale. Un Secretariat pentru administrare se găsește în Viena, Austria. Totuși, ca și COCOM, acesta nu este un tratat și, prin urmare, nu atrage răspundere legală.
La fiecare șase luni țările membre schimbă informații despre livrări de armament convențional către țările care nu sunt membri Wassenaar, din opt mari categorii de arme: tancuri militare, vehicule militare blindate (abr. en. AFV), artilerie de mare calibru, aeronave militare, elicoptere militare, vase de război, rachete sau sisteme de rachete, arme de calibru redus și arme mici.

## Liste de control
Aranjamentul este sumarizat într-un document intitulat „Ghiduri și proceduri, cuprinzând elementele inițiale”. Listele de tehnologii restricționate se împart în două categorii, „Lista de bunuri și tehnologii cu dublă utilizare” (cunoscută și ca Lista de bază) și „Lista de muniții”. Lista de bază este compusă din zece categorii organizate după criteriul creșterii nivelelor de sofisticare:
- Categoria 1 – Materiale speciale și echipament conex
- Categoria 2 – Procesarea materialelor
- Categoria 3 – Electronice
- Categoria 4 – Calculatoare
- Categoria 5 – Partea 1 – Telecomunicații
- Categoria 5 – Partea 2 – Securitatea informației
- Categoria 6 – Senzori și Lasere
- Categoria 7 – Navigație și avionică
- Categoria 8 – Marină
- Categoria 9 – Științe aerospațiale și propulsie

Lista de bază are două secțiuni secundare - Sensibil și Foarte Sensibil. Articolele din lista Foarte Sensibil cuprind materiale pentru tehnologie stealth,— adică echipament care ar putea fi folosit pentru detecția submarinelor, radare avansate și tehnologii de propulsie reactivă.
Lista de muniții are 22 de categorii, care nu sunt etichetate.
Pentru ca un articol să fie inclus în liste, Statele Membre trebuie să ia în considerare următoarele criterii:
- Disponibilitatea externă din afara statelor participante
- Abilitatea efectivă de a controla exportul de bunuri
- Abilitatea de a face o specificație clară și obiectivă a articolului
- Controlat printr-un alt regim, precum Grupul Australia, Grupul Furnizorilor Nucleari, sau Regimul de Control al Tehnologiei Rachetelor

## Membri
Din februarie 2018, cele 42 de state participante sunt: 
- Argentina
- Australia
- Austria
- Belgia
- Bulgaria
- Canada
- Croația
- Republica Cehă
- Danemarca
- Estonia
- Finlanda
- Franța
- Germania
- Grecia
- Ungaria
- India
- Irlanda
- Italia
- Japonia
- Letonia
- Lituania
- Luxemburg
- Malta
- Mexic
- Olanda
- Noua Zeelandă
- Norvegia
- Polonia
- Portugalia
- Coreea de Sud
- România
- Rusia
- Slovacia
- Slovenia
- Africa de Sud
- Spania
- Suedia
- Elveția
- Turcia
- Ucraina
- Marea Britanie
- Statele Unite ale Americii

 – stat membru al Uniunii Europene.
 – membru NATO.
 Albania,  Chile,  Cipru,  Islanda și  Serbia nu sunt membri ai Aranjamentului de la Wassenaar.
 China și  Israel – vezi mai jos.

### Cerințe pentru includere
Pentru includere, statelor li se solicită să:
- Fie producător sau exportator de arme sau echipament industrial sensibil
- Mențină politici naționale de neproliferare și adecvate, inclusiv aderarea la:
  - Politici de neproliferare, precum (dacă este aplicabil) Grupul Furnizorilor Nucleari, Regimul de Control al Tehnologiei Rachetelor și Grupul Australia
  - Tratatul de Neproliferare Nucleară, Convenția pentru Interzicerea Armelor Biologice, Convenția pentru Interzicerea Armelor Chimice și, după caz, START I (inclusiv Protocolul de la Lisabona)
- Mențină efectivitatea completă a controlului exporturilor

Statele China și Israel nu sunt membri. Aranjamentul este deschis pe o bază globală și nediscriminiatorie celor care vor să adere și se conformează criteriilor stabilite. Includerea de noi membri necesită consensul tuturor membrilor. 
India a fost inclusă ca cel de-al 42-lea stat participant, la data de 7 decembrie 2017. „Statele participante la Aranjamentul de la Wassenaar au analizat progresul câtorva state în curs de aderare și au fost de acord la întâlnirea plenară să includă India care va deveni al 42-lea stat al Aranjamentului imediat ce aranjamentele procedurale necesare includerii în WA sunt îndeplinite”, a spus grupul într-o declarație.  Includerea Indiei a fost sprijinită de Rusia, SUA, Franța și Germania.

## Amendamentele din 2013
În luna decembrie 2013, lista de tehnologii restricționate la export a fost amendată pentru a introduce sistemele de supraveghere prin internet. Noile tehnologii supuse regimului de control al exporturilor includ „software-ul pentru efracție” proiectat să penetreze măsurile de protecție ale unui calculator sau rețea pentru a extrage date și informații, precum și sisteme de monitorizare electronică IP. 
Scopul amendamentelor a fost prevenirea vânzării de companiile tehnologice din vest de tehnologie de supraveghere către guverne cunoscute pentru abuzarea drepturilor umane. Totuși, unele companii tehnologice au exprimat îngrijorarea asupra faptului că domeniul de control poate fi prea mare, limitând abilitatea cercetătorilor din securitate de a identifica și corecta vulnerabilitățile de securitate. Google și Facebook au criticat acordul pentru restricțiile pe care la va pune asupra unor activități ca testarea penetrabilității, diseminarea informațiilor despre amenințări și programele Bug bounty (pentru detectarea de bug-uri). Aceștia susțin că restricțiile vor reduce securitatea țărilor participante și nu vor face prea mult pentru a reduce amenințările din partea țărilor neparticipante.